# Tarenorerer
Tarenorerer (também conhecida como Walyer, Montserrat, Tuculillo ou Walloa; c. 1800 – Vitória, 5 de junho de 1831), foi uma líder rebelde dos aborígenes da Tasmânia.
Entre 1828 e 1830, ela comandou um grupo de guerrilheiros formado por indígenas de ambos os sexos na luta contra os colonos britânicos na Tasmânia, durante a chamada Guerra Negra.

## Biografia
Tarenorerer nasceu por volta de 1800, próximo à Baía Emu, na Terra de Van Diemen (atual Tasmânia), como membro do povo Tommeginne. Quando era adolescente, foi capturada por sequestradores indígenas e vendida como escrava para colonos britânicos nas Ilhas do Estreito de Bass. Durante seu período de cativeiro, aprendeu a falar inglês e a manusear armas de fogo. Dois de seus irmãos e duas de suas irmãs se juntaram a ela no trabalho com os caçadores de focas.

## Resistência
Em 1828, Tarenorerer retornou ao norte da Tasmânia, onde reuniu um grupo de guerrilheiros indígenas, formado por homens e mulheres, para lutar contra os colonos britânicos. Graças ao treinamento que ela forneceu no uso de armas de fogo, o grupo obteve sucesso em várias investidas. O missionário George Augustus Robinson referiu-se a ela como uma "Amazona" e demonstrou grande preocupação com sua capacidade de incitar uma revolução.
Tarenorerer fugiu para Port Sorell com seus irmãos Linnetower e Line-ne-like-kayver, além de duas irmãs, mas foi capturada por caçadores de focas e levada para as Ilhas Hunter. Posteriormente, o grupo foi levado para a Ilha Bird para capturar focas e aves conhecidas como mutton birds.
Em dezembro de 1830, Tarenorerer foi levada para a Ilha Swan, onde sua identidade foi revelada. Segundo Robinson, sua captura foi considerada "de grande importância para a paz e tranquilidade das regiões onde ela e seus formidáveis aliados haviam se destacado por seus atos de agressão bárbara e gratuita". Ela foi aprisionada na Ilha Vansittart (também conhecida como Ilha Gun Carriage), onde adoeceu e morreu de influenza enquanto estava detida, em 5 de junho de 1831, aos 31 anos.